# Troglohyphantes spatulifer
Troglohyphantes spatulifer är en spindelart som beskrevs av Carlo Pesarini 200. Troglohyphantes spatulifer ingår i släktet Troglohyphantes och familjen täckvävarspindlar.
Artens utbredningsområde är Italien. Inga underarter finns listade i Catalogue of Life.